# Arabis margaritae
Arabis margaritae är en korsblommig växtart som beskrevs av Salvador Talavera. Arabis margaritae ingår i släktet travar, och familjen korsblommiga växter. Inga underarter finns listade i Catalogue of Life.